# Rów Hermana

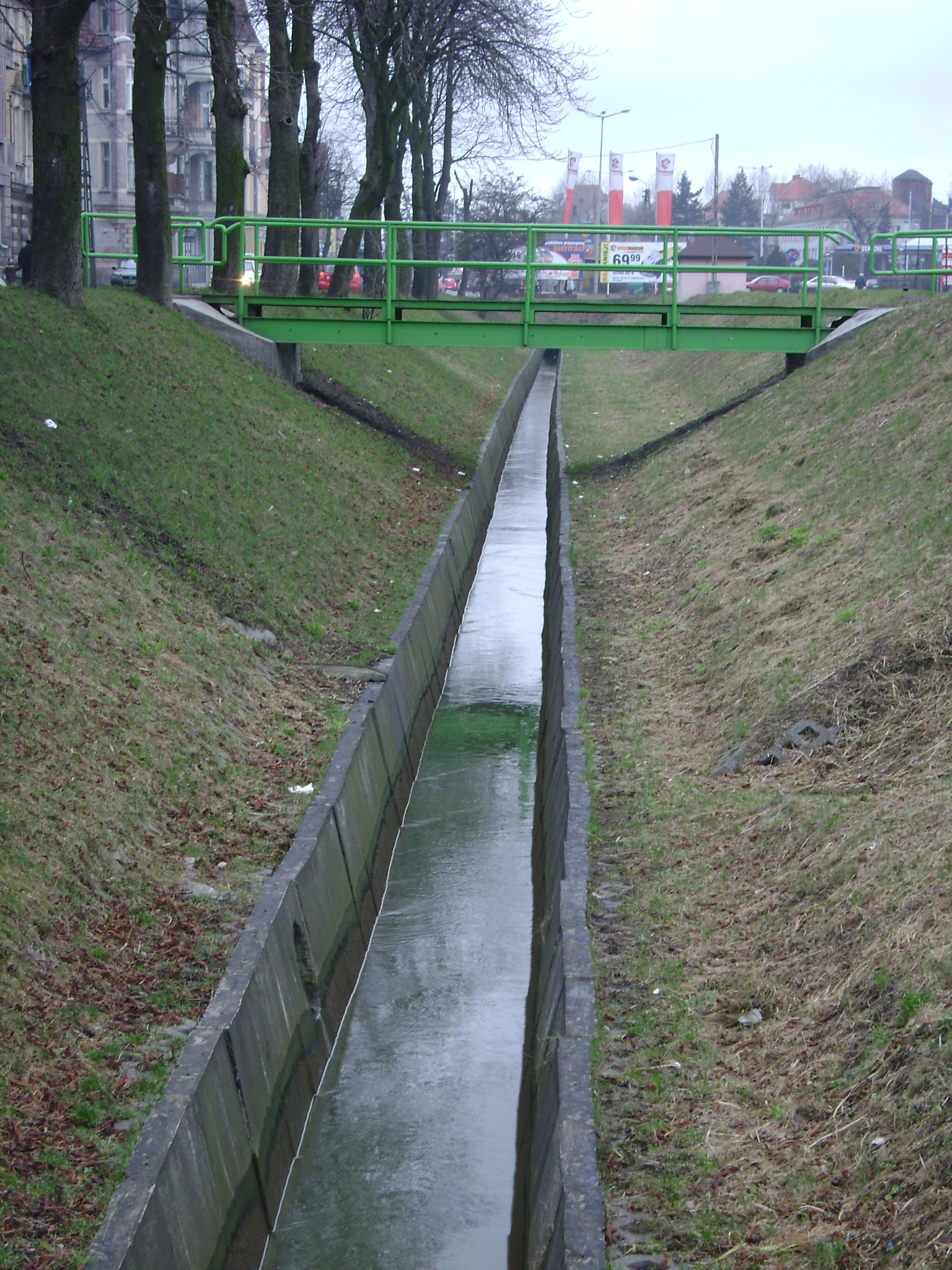
Rów Hermana, Grudziądz, ul. Rapackiego

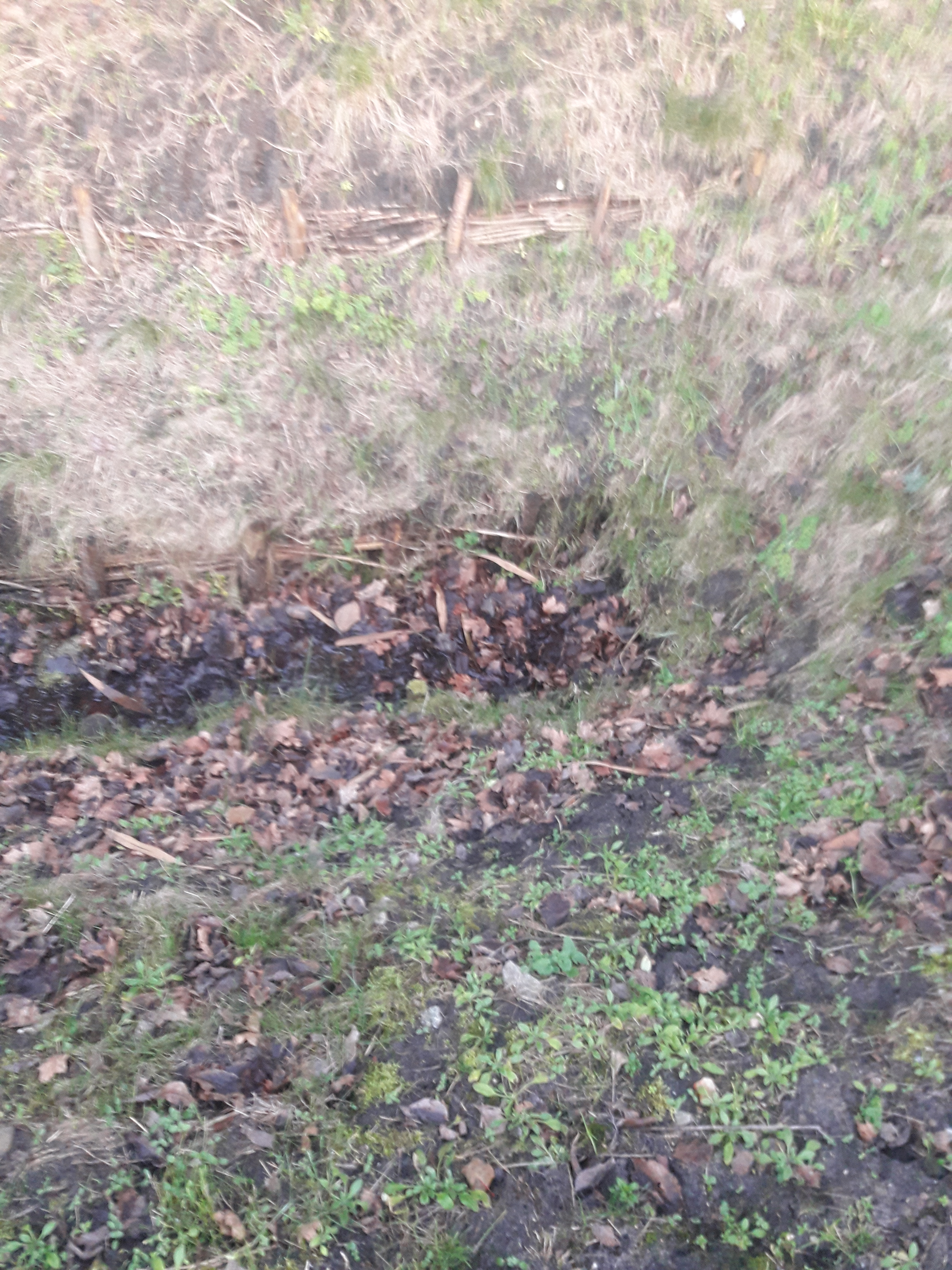
Źródło Rowu Hermana przy ulicy Rydygiera w Grudziądzu, Grudzień 2017r.

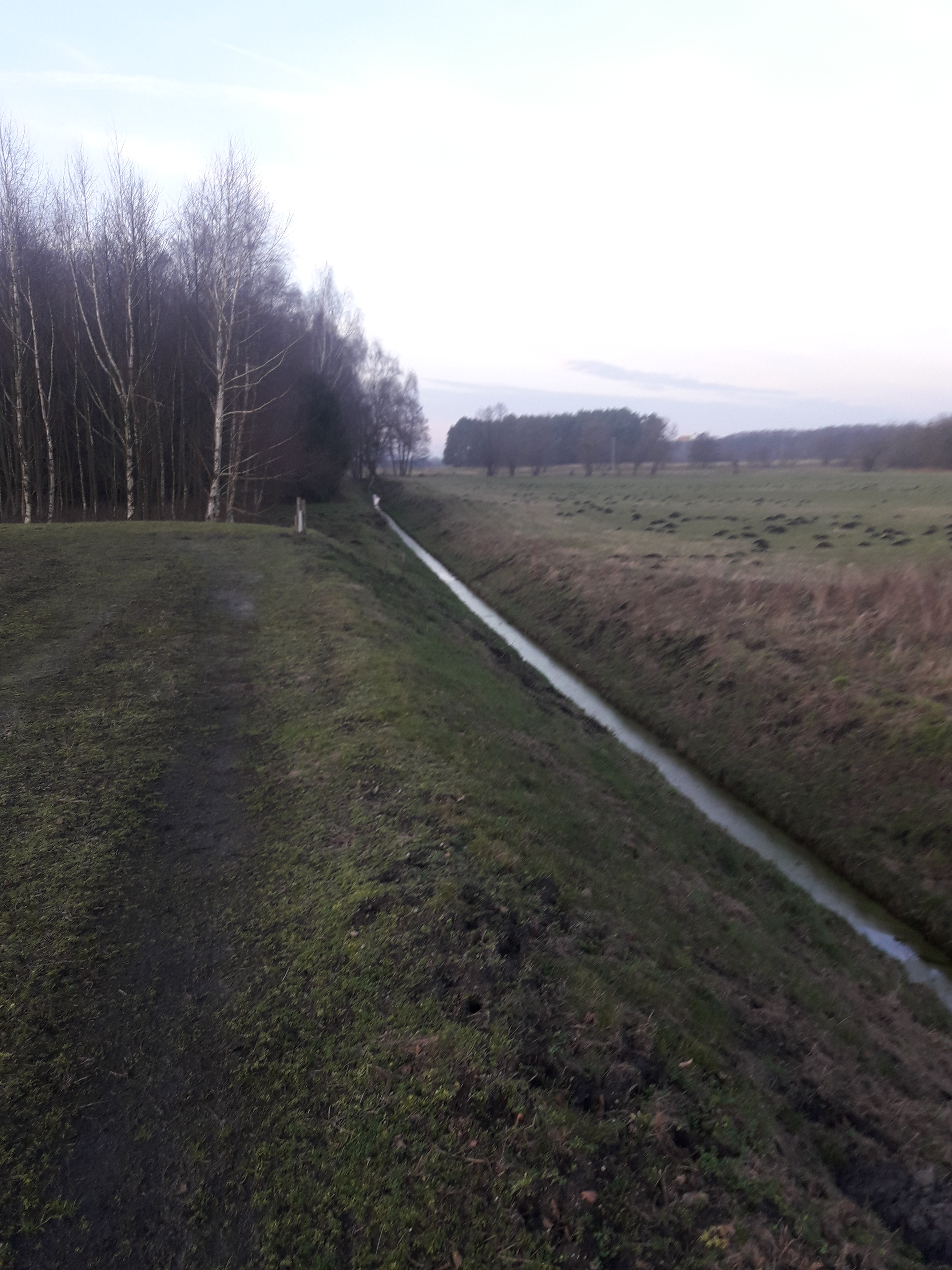
Przepływ Rowu Hermana za źródłem, Grudzień 2017r.

Rów Hermana – naturalny i częściowo sztuczny ciek o długości 7,9 km, powierzchni zlewni 33 km², posiadający własne naturalne źródło rozpoczynające się przy ulicy Rydygiera. Źródło znajduje się blisko przepływu rzeki Maruszy, więc możliwe jest, że Rów Hermana czerpie wodę z rzeki Maruszy. Przepływa przez miasto Grudziądz, meandruje wśród ogródków działkowych: ROD Budowlaniec, ROD Wrzos, ROD Elektrochem, ROD Sielanka, ROD Transportowiec, ROD Klematis, ROD Śnieżynka i ROD Malwa, krzyżuje się z ul. Warszawską (obok stacji paliw Generon), następnie przy ul. Zawiła, Droga Łąkowa (obok Dystrybucji Rossmann), Droga Łąkowa, a następnie pod torami kolejowymi na ul. Rapackiego, skręca w lewo w Os. Wyzwolenia, przepływa przez ul. Teatralną, Focha, Toruńską i Portową. Kończy swój bieg wpływając do Wisły.
Został przekopany w 1386 po uzyskaniu zgody komtura w Pokrzywnie, Baldwina, na eksploatację źródeł w Węgrowie. Kiedyś był źródłem słodkiej wody dla mieszkańców Grudziądza oraz przyczyniał się do osuszania terenów podmokłych. Obecnie ciek prowadzi na całej długości wody pozaklasowe. W 1867 roku u ujścia Rowu Hermana do Wisły wybudowano rzeczny port. Stacja pomp u ujścia cieku istnieje od 1905 roku. 